# Ngoma (Huye)
Ngoma, è un settore (imirenge) del Ruanda, parte della Provincia Meridionale e del distretto di Huye.